# .af
.af je vrhovna internetska domena (country code top-level domain - ccTLD) za Afganistan. Domenom upravlja AFGNIC.

## Vanjske poveznice
- IANA .af whois informacija  Arhivirana inačica izvorne stranice od 20. studenoga 2006. (Wayback Machine)